# Mindorf

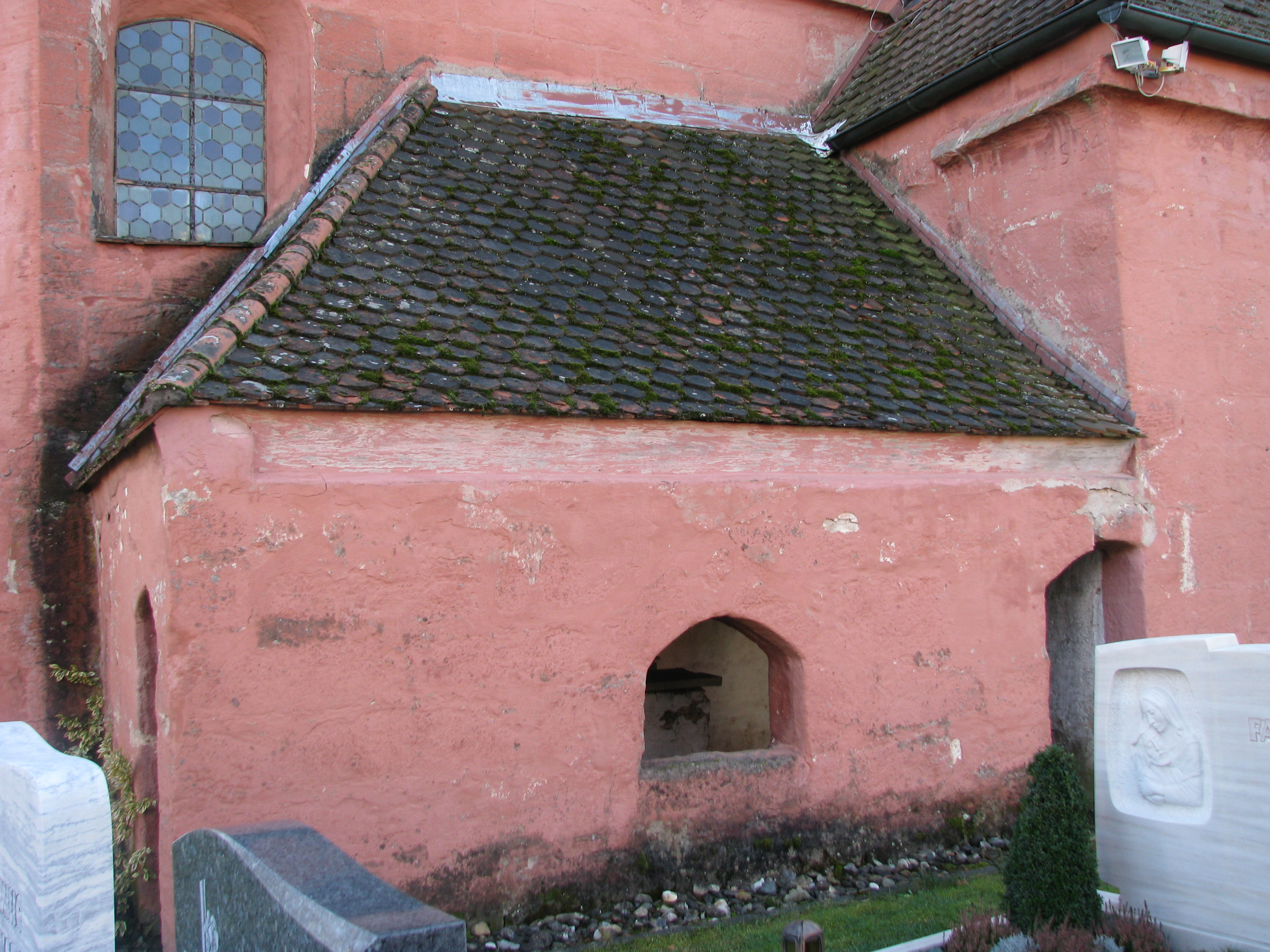
Ehemalige Seelenkapelle an der Kirche

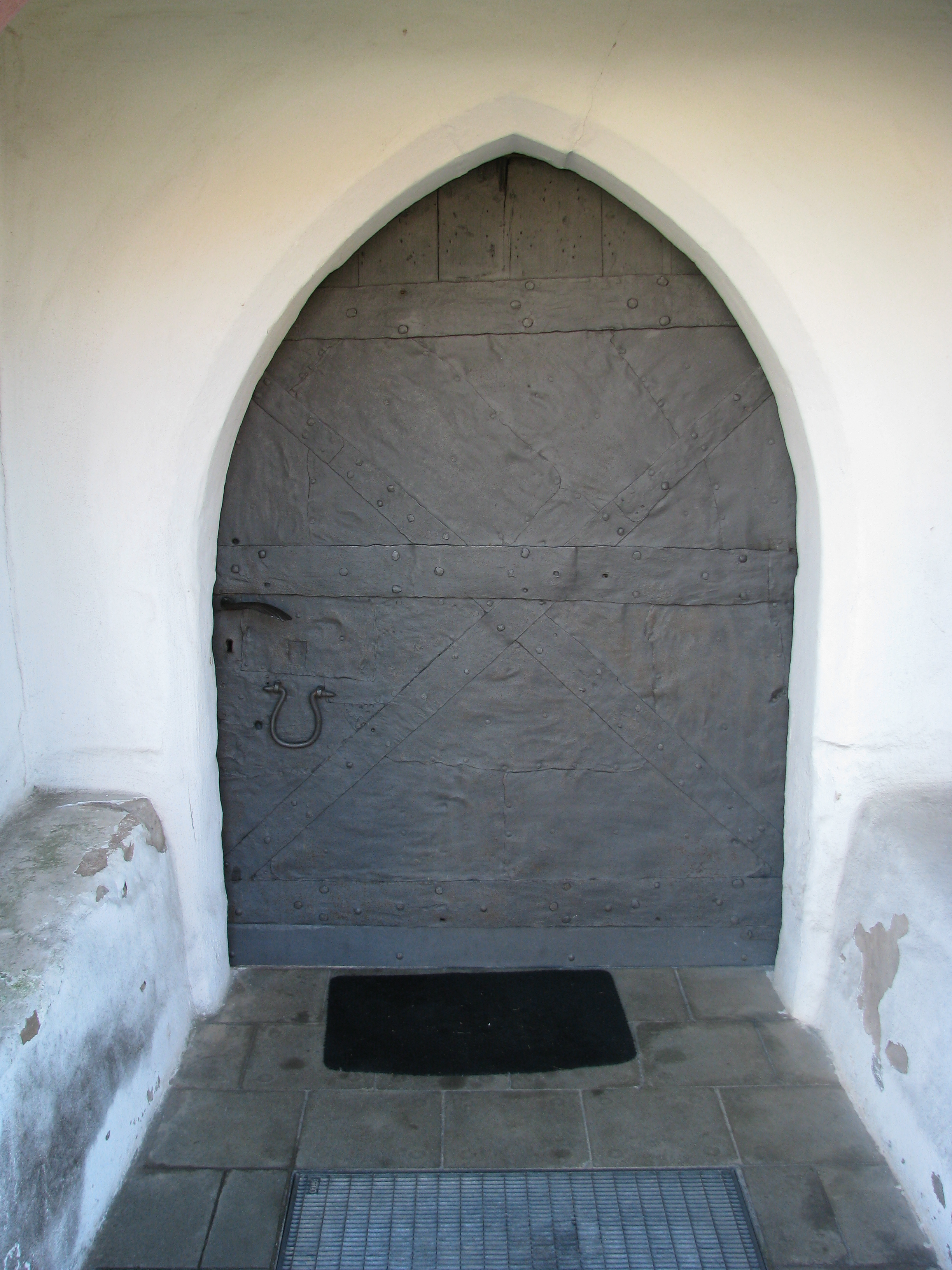
Eiserne Türe im Vorzeichen der Kirche

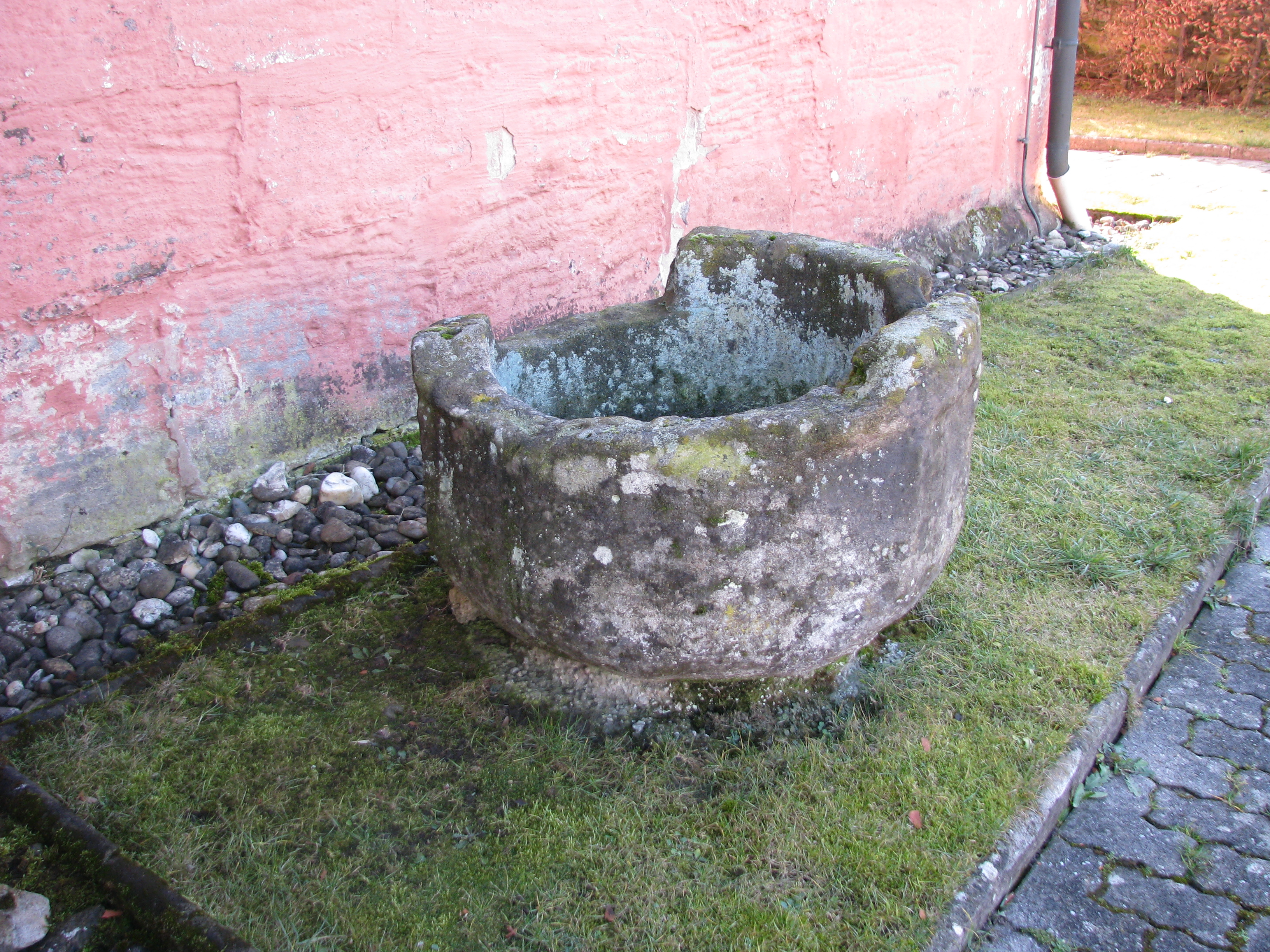
Ehemaliges Taufbecken an der Kirche

Mindorf ist ein Gemeindeteil der Stadt Hilpoltstein im Landkreis Roth (Mittelfranken, Bayern). Die Gemarkung Pierheim hat eine Fläche von 3,519 km². Sie ist in 399 Flurstücke aufgeteilt, die eine durchschnittliche Flurstücksfläche von 8820,58 m² haben. In ihr liegen neben dem namensgebenden Ort die Gemeindeteile Heindlhof und Zereshof.

## Lage
Das Kirchdorf liegt etwa sechs Kilometer südöstlich von Hilpoltstein inmitten von Feldern und Wiesen an der Grenze zwischen dem Mittelfränkischen Becken und dem Vorland der Mittleren Frankenalb. Südwestlich von Mindorf verläuft der Minbach, ein Zufluss der Roth; einer seiner Quellbäche durchfließt den Ort.
Die Ortsflur war Anfang des 19. Jahrhunderts 268 Hektar groß. Die Gemeindeflur umfasste Anfang des 20. Jahrhunderts circa 360 Hektar.

## Geschichte
Mindorf entstand auf fränkischem Königsland und wurde erstmals 1281 urkundlich erwähnt. 1390 ist von „Gemindorf“ und dem dortigen „Kunghoff“ (Königshof) die Rede; Friedrich II. von (Hilpolt-)Stein stiftete diesen neben anderen Liegenschaften für eine Messe an die Pfarrkirche zu Heideck. 1434 erfährt man aus einem Urbar des Burggrafentums Nürnberg, dass „Muennedorfe“ neben Offenbau zu dieser Zeit eine Filiale der Urpfarrei Eysölden war.
1535 wurde Mindorf nach Jahrsdorf umgepfarrt, wo es auch bei der Gegenreformation verblieb. Um 1544 gehörten laut einem Nürnberger Salbuch von den 22 Höfen, Gütern und Mannschaften Mindorfs vier zur Herrschaft (Hilpolt-)Stein, drei zu Allersberg, drei weitere waren stauferisch, zwei waren markgräflich-ansbachisch, zwei weitere gehörten dem Nürnberger Veit Breitenstein, einer gehörte dem Nürnberger Bürger Caspar Nützel und ein weiterer der Pfarrei Heuberg. „Alle Obrigkeit“ hatte die Herrschaft Stein.
Gegen Ende des Alten Reiches, um 1800, bestand Mindorf aus 21 Untertanen-Anwesen, einer Kirche und zwei Hirtenhäusern. 16 Höfe warren grundherrlich Eigentum des ehemals pfalz-neuburgischen, nunmehr kurbaierischen Rentamtes Hilpoltstein. Je ein Hof gehörte dem Freiherrn Haller von Hallerstein zu Nürnberg, dem ehemals pfalz-neuburgischen, nunmehr kurbaierischen Kastenamt Hilpoltstein und der Filialkirche Mörlach der Stadtpfarrei Hilpoltstein, zwei Höfe gehörten den Dr. Lorsch’schen Relikten und von Harsdorf zu Nürnberg. Die hohe Gerichtsbarkeit übte das Pflegamt zu Hilpoltstein aus. Niedergerichtlich unterstand Mindorf dem Landrichteramt Allersberg.
Im neuen Königreich Bayern (1806) war Mindorf dem Steuerdistrikt Weinsfeld zugeordnet. Mit dem Gemeindeedikt von 1818 bildete Mindorf eine Ruralgemeinde mit dem Heindlhof und dem Zereshof. 1861 hatte die Gemeinde 146 Einwohner. 1871 wohnten in der Gemeinde 133 Katholiken und 24 Protestanten; man hielt 17 Pferde (in Mindorf selber elf), 203 Stück Rindvieh (in Mindorf selber 163), 95 Schafe und 35 Schweine. 1904 zählte man amtlicherseits in der Gemeinde 16 Pferde, 205 Stück Rindvieh, 132 Schweine und zwei Ziegen; die starke Zunahme der Schweinehaltung innerhalb eines Vierteljahrhunderts ist auch andernorts in der Gegend nachweisbar.
Am 1. Januar 1972 wurde die Gemeinde Mindorf im Zuge der Gemeindegebietsreform in die Stadt Hilpoltstein eingegliedert.
2014 beschloss der Hilpoltsteiner Stadtrat, die Mindorfer Hausnummern mittels Bezirken neu zu ordnen.

### Einwohnerentwicklung
(nur das Dorf Mindorf, nicht die ehemalige Gemeinde)
- 1818: 120 (24 „Feuerstellen“ = Herdstätten/Anwesen; 23 Familien)[20]
- 1836: 119 (22 Familien)[21]
- 1861: 121 (61 Gebäude einschließlich der Kirche)[16]
- 1871: 133 (52 Gebäude)[17]
- 1900: 105 (25 Wohngebäude)[7]
- 1937: 124 (123 Katholiken, 1 Protestant)[22]
- 1950: 141 (24 Anwesen)[15]
- 1961: 125 (24 Wohngebäude)[23]
- 1970: 116[24]
- 1987: 132 (36 Wohngebäude, 38 Wohnungen)[25]
- Um 2015: 145 (43 Häuser)[26]

## Katholische Ortskirche St. Stephan
An der Kirche, einem „bedeutenden Beispiel ländlicher Kunst“, wurde mehrere Jahrhunderte lang gebaut. Wohl am ältesten ist das Turmuntergeschoss mit den in der heutigen Sakristei 1936 aufgedeckten, sehr gut erhaltenen Wandmalereien; die Konturmalerei von 1380/90 zeigt Motive aus dem Leben Jesu, die Verkündigungsszene und die Marienkrönung sowie die vier Evangelistensymbole. 1487 wurde der Turm in seine heutige viergeschossige Gestalt gebracht. Westlich an den Turm schloss sich das ursprüngliche Langhaus an; das Turmuntergeschoss war der Chor dieser Kirche. Der Turm hat mit einer Mauerdicke von 1,10 bis 1,20 Metern einen festungsartigen Charakter; die Kirche war wohl im Mittelalter eine Wehrkirche. Das Vorzeichen vor dem Portal an der Nordseite des heutigen, 1444 errichteten Kirchenschiffes stammt aus der Barockzeit. 1445 wurde der Chor mit einem heute nicht mehr erhaltenen Gewölbe errichtet, wie ein Kämpferstein hinter dem Altar zeigt; im 18. Jahrhundert wurde ein neues Gewölbe gebaut, wohl um einen größeren Altar aufstellen zu können. Die Jahreszahl 1594 am Turm weist wohl auf eine nicht bekannte Umgestaltung des Kircheninneren hin. An der Nordseite des Turmes ist eine – heute nicht mehr sinnvoll genutzte – Friedhofskapelle angebaut. Westlich des Portals befindet sich an der Außenseite ein ehemaliges Taufbecken aus Burgsandstein. Der viersäulige Hochaltar ist ein Spätrokokowerk der Bittner-Brüder, zweier Schreiner aus dem Nachbardorf Lohen. Über dem Tabernakel steht eine Figur des Kirchenpatrons, flankiert von Figuren des hl. Aloysius und des hl. Stanislaus Koska im Stil der Jesuitenkunst. Reste eines kunstvollen Sakramentshäuschens aus Sandstein links im Chor stammen aus dem 16. Jahrhundert. Die Kanzel und die Seitenaltäre sind barock; auf dem linken steht eine Figur des Pestheiligen Rochus, flankiert von Figuren des hl. Lorenz und der hl. Barbara (beide um 1510), auf dem rechten sieht man ein Holzrelief der Anbetung der Könige, „das älteste und schönste Stück der vorhandenen plastischen Darstellungen“. Die Kirchenbänke haben Stuhlwangen mit Schuppenmustern. Die Bretter-Decke des Langhauses zeigt eine spätgotische Schablonen-Bemalung. Den modernen Volksaltar und den Ambo schuf 2008 der Bildhauer Rupert Fieger in Eichstätt aus Solnhofener Jurakalk. Der Orgelprospekt stammt von 1850, die Orgel selbst vom Dillinger Orgelbauer Sandtner. Die Kirche gilt als Baudenkmal. Sie dient auch regelmäßig als Konzert-Raum.
Der Kreuzstein bei Mindorf am Ortsrand erinnert daran, dass in der Nähe 1646 ein Kaufmannssohn aus Lübeck ermordet wurde, der im Johannesfriedhof in Nürnberg beigesetzt ist.

## Verkehr
Mindorf liegt etwa 1,5 km westlich der Autobahn A 9. Die Kreisstraße RH 5 führt über die Staatsstraßen 2391 und Staatsstraße 2238 zur Auffahrt Hilpoltstein (AS 56). Es gibt einen Kulturwanderweg „Zu betonierten Resten der ‚Mindorf-Linie‘, ein Trassenprojekt des Rhein-Main-Donau-Kanals“ (von 1939).

## Persönlichkeiten
- Helmut Gerlach, Maler, Grafiker und Bildhauer, * 1921 in Ostpreußen; † 2009 in Mindorf[32]